# 日本品質保証機構
一般財団法人日本品質保証機構（にほんひんしつほしょうきこう 英: Japan Quality Assurance Organization）は、一般財団法人。以前は経済産業省所管の財団法人だったが、公益法人制度改革に伴い、2011年4月1日に一般財団法人に移行。通称はJQA。

## 概要
マネジメントシステム、製品、製造工程、製造環境等に関する証明・認証・試験・検査等を実施している第三者機関である。経済産業省や総務省の登録を受けている。

## 沿革
- 1957年 - 日本機械金属検査協会設立 [1]。
- 1972年 - 機械電子検査検定協会に改名 [1]。
- 1993年 - 日本品質保証機構に改名[1]。
- 2011年 - 一般財団法人に移行[1]、電波法における登録証明機関としての登録を受ける。
- 2015年 - JQA多摩テクノパーク竣工[2]（東京都八王子市）。
- 2022年 - 株式会社ディーエスピーリサーチを子会社化[3]。